# Hedagarahalli, Tiptur
Hedagarahalli là một làng thuộc tehsil Tiptur, huyện Tumkur, bang Karnataka, Ấn Độ.